# Boyz
A Boyz Nagy-Britanniában megjelenő ingyenes hetilap, tájékoztató füzet. Meleg bárokban, szaunákban, klubokban szerezhető be. Elsősorban a londoni meleg életre fókuszál. A Windmill Europe Ltd kiadásában jelenik meg. Elsősorban gyakorlati, közérdekű információkat közöl, de kitér néhány fontosabb aktuális esemény ismertetésére is. Interjúk is megjelennek benne, főként a pop-kultúra vagy a populáris kultúra neves médiaszereplőivel. Közöl hirdetéseket, escort szolgáltatásokról is tájékoztat, egy rovatában pedig olvasói levelekre válaszol.